# Saturn Award für den besten Nebendarsteller
Folgende Darsteller haben den Saturn Award für den besten Nebendarsteller (in einem Film) gewonnen:
| Jahr | Preisträger           | Film                                        | Weitere Nominierungen |
| ---- | --------------------- | ------------------------------------------- | --- |
| 1976 | Marty Feldman         | Frankenstein Junior                         | keine weiteren Nominierungen |
| 1977 | Jay Robinson          | Train Ride to Hollywood                     | keine weiteren Nominierungen |
| 1978 | Alec Guinness         | Krieg der Sterne                            | Woodey Strode für Mörderspinnen Peter Cushing für Krieg der Sterne Burgess Meredith für Hexensabbat Red Buttons für Elliot, das Schmunzelmonster |
| 1979 | Burgess Meredith      | Magic – Eine unheimliche Liebesgeschichte   | James Mason für Der Himmel soll warten Leonard Nimoy für Die Körperfresser kommen Michael Ansara für Lasersturm Michael Jackson für Flucht in die Zukunft |
| 1980 | Arte Johnson          | Liebe auf den ersten Biss                   | Donald Pleasence für Dracula Richard Kiel für James Bond 007 – Moonraker – Streng geheim Leonard Nimoy für Star Trek: Der Film David Warner für Flucht in die Zukunft |
| 1981 | Scatman Crothers      | Shining                                     | Max von Sydow für Flash Gordon Billy Dee Williams für Das Imperium schlägt zurück Melvyn Douglas für Das Grauen Martin Gabel für Die erste Todsünde |
| 1982 | Burgess Meredith      | Kampf der Titanen                           | Ralph Richardson für Der Drachentöter Nicol Williamson für Excalibur Paul Freeman für Jäger des verlorenen Schatzes Craig Warnock für Time Bandits |
| 1983 | Richard Lynch         | Talon im Kampf gegen das Imperium           | Rutger Hauer für Blade Runner Roddy McDowall für Die Klasse von 1984 Bruce Spence für Mad Max II – Der Vollstrecker Walter Koenig für Star Trek II: Der Zorn des Khan |
| 1984 | John Lithgow          | Unheimliche Schattenlichter                 | Jonathan Pryce für Das Böse kommt auf leisen Sohlen Billy Dee Williams für Die Rückkehr der Jedi-Ritter Scatman Crothers für Unheimliche Schattenlichter John Wood für WarGames – Kriegsspiele |
| 1985 | Tracey Walter         | Repo Man                                    | Dick Miller für Gremlins – Kleine Monster John Candy für Splash – Eine Jungfrau am Haken John Lithgow für Buckaroo Banzai – Die 8. Dimension Robert Preston für Starfight |
| 1986 | Roddy McDowall        | Die rabenschwarze Nacht – Fright Night      | Crispin Glover für Zurück in die Zukunft Christopher Lloyd für Zurück in die Zukunft Ian Holm für Das wahre Leben der Alice im Wunderland Joel Grey für Remo – unbewaffnet und gefährlich |
| 1987 | Bill Paxton           | Aliens – Die Rückkehr                       | Richard Moll für House – Das Horrorhaus Clu Gulager für Hunter's Blood - Gehetzt, gejagt, getötet James Doohan für Star Trek IV: Zurück in die Gegenwart Walter Koenig für Star Trek IV: Zurück in die Gegenwart |
| 1988 | Richard Dawson        | Running Man                                 | Robert Englund für Nightmare III – Freddy Krueger lebt Robert De Niro für Angel Heart Bill Paxton für Near Dark – Die Nacht hat ihren Preis Barnard Hughes für The Lost Boys Duncan Regehr für Monster Busters |
| 1990 | Robert Loggia         | Big                                         | Robert Englund für Nightmare on Elm Street 4 Mandy Patinkin für Spacecop L. A. 1991 Michael Keaton für Beetlejuice Jack Gilford für Cocoon II – Die Rückkehr Christopher Lloyd für Falsches Spiel mit Roger Rabbit |
| 1991 | Thomas F. Wilson      | Zurück in die Zukunft III                   | John Goodman für Arachnophobia Jeffrey Combs für Bride of Re-Animator Larry Drake für Darkman Al Pacino für Dick Tracy Tony Goldwyn für Ghost – Nachricht von Sam John Glover für Gremlins 2 – Die Rückkehr der kleinen Monster Robert Picardo für Gremlins 2 – Die Rückkehr der kleinen Monster Brad Dourif für Der Exorzist III |
| 1992 | William Sadler        | Bill & Ted’s verrückte Reise in die Zukunft | Alan Arkin für Edward mit den Scherenhänden Alan Rickman für Robin Hood – König der Diebe Patrick Bergin für Der Feind in meinem Bett Robert Patrick für Terminator 2 – Tag der Abrechnung Wayne Newton für The Dark Backward |
| 1993 | Robin Williams        | Aladdin                                     | Charles S. Dutton für Alien 3 Danny DeVito für Batmans Rückkehr Kevin Spacey für Gewagtes Spiel Anthony Hopkins für Bram Stoker’s Dracula Sam Neill für Jagd auf einen Unsichtbaren Ray Wise für Twin Peaks – Der Film |
| 1994 | Lance Henriksen       | Harte Ziele                                 | Charles Grodin für 4 himmlische Freunde Tom Sizemore für 4 himmlische Freunde John Malkovich für In the Line of Fire – Die zweite Chance Jeff Goldblum für Jurassic Park Wayne Knight für Jurassic Park J. T. Walsh für In einer kleinen Stadt                                                                                    |
| 1995 | Gary Sinise           | Forrest Gump                                | Robert De Niro für Mary Shelley’s Frankenstein Richard Attenborough für Das Wunder von Manhattan Raúl Juliá für Street Fighter – Die entscheidende Schlacht Bill Paxton für True Lies – Wahre Lügen James Spader für Wolf – Das Tier im Manne                                                                                     |
| 1996 | Brad Pitt             | 12 Monkeys                                  | Harvey Keitel für From Dusk Till Dawn Quentin Tarantino für From Dusk Till Dawn Val Kilmer für Heat Tim Roth für Rob Roy Christopher Walken für God’s Army – Die letzte Schlacht |
| 1997 | Brent Spiner          | Star Trek: Der erste Kontakt                | Joe Pantoliano für Bound – Gefesselt Brent Spiner für Independence Day Edward Norton für Zwielicht Skeet Ulrich für Scream – Schrei! Jeffrey Combs für The Frighteners |
| 1998 | Vincent D’Onofrio     | Men in Black                                | J. T. Walsh für Breakdown Steve Buscemi für Con Air Robert Forster für Jackie Brown Pete Postlethwaite für Vergessene Welt: Jurassic Park Will Patton für Postman |
| 1999 | Ian McKellen          | Der Musterschüler                           | Billy Bob Thornton für Ein einfacher Plan Ben Affleck für Armageddon – Das jüngste Gericht Dennis Franz für Stadt der Engel Gary Oldman für Lost in Space Ed Harris für Die Truman Show |
| 2000 | Michael Clarke Duncan | The Green Mile                              | Alan Rickman für Galaxy Quest – Planlos durchs Weltall Christopher Walken für Sleepy Hollow Ewan McGregor für Star Wars: Episode I – Die dunkle Bedrohung Laurence Fishburne für Matrix Jude Law für Der talentierte Mr. Ripley                                                                                                   |
| 2001 | Willem Dafoe          | Shadow of the Vampire                       | Dennis Quaid für Frequency Jason Alexander für Die Abenteuer von Rocky & Bullwinkle Giovanni Ribisi für The Gift – Die dunkle Gabe Will Smith für Die Legende von Bagger Vance Patrick Stewart für X-Men |
| 2002 | Ian McKellen          | Der Herr der Ringe: Die Gefährten           | Robbie Coltrane für Harry Potter und der Stein der Weisen Mark Dacascos für Pakt der Wölfe Tim Roth für Planet der Affen Jeremy Piven für Weil es Dich gibt Eddie Murphy für Shrek – Der tollkühne Held |
| 2003 | Andy Serkis           | Der Herr der Ringe: Die zwei Türme          | Toby Stephens für James Bond 007 – Stirb an einem anderen Tag Robin Williams für Insomnia – Schlaflos Max von Sydow für Minority Report Ralph Fiennes für Roter Drache Tom Hardy für Star Trek: Nemesis |
| 2004 | Sean Astin            | Der Herr der Ringe: Die Rückkehr des Königs | Sonny Chiba für Kill Bill – Volume 1 Geoffrey Rush für Fluch der Karibik Ken Watanabe für Last Samurai Ian McKellen für Der Herr der Ringe: Die Rückkehr des Königs Andy Serkis für Der Herr der Ringe: Die Rückkehr des Königs                                                                                                   |
| 2005 | David Carradine       | Kill Bill: Vol. 2                           | Gary Oldman für Harry Potter und der Gefangene von Askaban John Turturro für Das geheime Fenster Giovanni Ribisi für Sky Captain and the World of Tomorrow Alfred Molina für Spider-Man 2 Liev Schreiber für Der Manchurian Kandidat                                                                                              |
| 2006 | Mickey Rourke         | Sin City                                    | William Hurt für A History of Violence Liam Neeson für Batman Begins Val Kilmer für Kiss Kiss, Bang Bang Cillian Murphy für Red Eye Ian McDiarmid für Star Wars: Episode III – Die Rache der Sith |
| 2007 | Ben Affleck           | Die Hollywood-Verschwörung                  | Sergi López für Pans Labyrinth Philip Seymour Hoffman für Mission: Impossible III Bill Nighy für Pirates of the Caribbean – Fluch der Karibik 2 James Marsden für Superman Returns Kelsey Grammer für X-Men: Der letzte Widerstand                                                                                                |
| 2008 | Javier Bardem         | No Country for Old Men                      | David Wenham für 300 Ben Foster für Todeszug nach Yuma Justin Long für Stirb langsam 4.0 James Franco für Spider-Man 3 Alan Rickman für Sweeney Todd – Der teuflische Barbier aus der Fleet Street |
| 2009 | Heath Ledger          | The Dark Knight                             | Shia LaBeouf für Indiana Jones und das Königreich des Kristallschädels Jeff Bridges für Iron Man Aaron Eckhart für The Dark Knight Woody Harrelson für Transsiberian Bill Nighy für Operation Walküre – Das Stauffenberg-Attentat                                                                                                 |
| 2010 | Stephen Lang          | Avatar – Aufbruch nach Pandora              | Christoph Waltz für Inglourious Basterds Jude Law für Sherlock Holmes Frank Langella für The Box – Du bist das Experiment Stanley Tucci für In meinem Himmel Woody Harrelson für Zombieland |
| 2011 | Andrew Garfield       | Alles, was wir geben mussten                | Garrett Hedlund für Tron: Legacy John Malkovich für R.E.D. – Älter, Härter, Besser Mark Ruffalo für Shutter Island Christian Bale für The Fighter Tom Hardy für Inception |
| 2012 | Andy Serkis           | Planet der Affen: Prevolution               | Harrison Ford für Cowboys & Aliens Alan Rickman für Harry Potter und die Heiligtümer des Todes – Teil 2 Tom Hiddleston für Thor Stanley Tucci für Captain America: The First Avenger Ralph Fiennes für Harry Potter und die Heiligtümer des Todes – Teil 2                                                                        |
| 2013 | Clark Gregg           | Marvel’s The Avengers                       | Javier Bardem für James Bond 007: Skyfall Michael Fassbender für Prometheus Joseph Gordon-Levitt für The Dark Knight Rises Ian McKellen für Der Hobbit: Eine unerwartete Reise Christoph Waltz für Django Unchained |
| 2014 | Ben Kingsley          | Iron Man 3                                  | Daniel Brühl für Rush – Alles für den Sieg George Clooney für Gravity Benedict Cumberbatch für Star Trek Into Darkness Harrison Ford für Ender’s Game – Das große Spiel Tom Hiddleston für Thor – The Dark Kingdom Bill Nighy für Alles eine Frage der Zeit                                                                       |
| 2015 | Richard Armitage      | Der Hobbit: Die Schlacht der Fünf Heere     | Josh Brolin für Inherent Vice – Natürliche Mängel Samuel L. Jackson für The Return of the First Avenger Anthony Mackie für The Return of the First Avenger Andy Serkis für Planet der Affen: Revolution J. K. Simmons für Whiplash                                                                                                |
| 2016 | Adam Driver           | Star Wars: Das Erwachen der Macht           | Paul Bettany für Avengers: Age of Ultron Michael Douglas für Ant-Man Walton Goggins für The Hateful Eight Simon Pegg für Mission: Impossible – Rogue Nation Michael Shannon für 99 Homes – Stadt ohne Gewissen |
| 2017 | John Goodman          | 10 Cloverfield Lane                         | Chadwick Boseman für The First Avenger: Civil War Dan Fogler für Phantastische Tierwesen und wo sie zu finden sind Diego Luna für Rogue One: A Star Wars Story Zachary Quinto für Star Trek Beyond Christopher Walken für The Jungle Book                                                                                         |
| 2018 | Patrick Stewart       | Logan – The Wolverine                       | Harrison Ford für Blade Runner 2049 Michael B. Jordan für Black Panther Michael Keaton für Spider-Man: Homecoming Chris Pine für Wonder Woman Michael Rooker für Guardians of the Galaxy Vol. 2 Bill Skarsgård für Es |
| 2019 | Josh Brolin           | Avengers: Infinity War                      | John Lithgow für Friedhof der Kuscheltiere Lin-Manuel Miranda für Mary Poppins’ Rückkehr Lewis Pullman für Bad Times at the El Royale Jeremy Renner für Avengers: Endgame Will Smith für Aladdin Steven Yeun für Burning |
| 2021 | Bill Hader            | Es Kapitel 2                                | Adam Driver für Star Wars: Der Aufstieg Skywalkers Chris Evans für Knives Out – Mord ist Familiensache Ian McDiarmid für Star Wars: Der Aufstieg Skywalkers Robert Pattinson für Tenet Donnie Yen für Mulan |
| 2022 | Ke Huy Quan           | Everything Everywhere All at Once           | Paul Dano für The Batman Colin Farrell für The Batman Ethan Hawke für The Black Phone Richard Jenkins für Nightmare Alley Alfred Molina für Spider-Man: No Way Home Benedict Wong für Doctor Strange in the Multiverse of Madness                                                                                                 |
| 2024 | Nicolas Cage          | Renfield                                    | Robert Downey Jr. für Oppenheimer Ryan Gosling für Barbie Michael Keaton für The Flash Stephen Lang für Avatar: The Way of Water Mads Mikkelsen für Indiana Jones und das Rad des Schicksals |
| 2025 | Hugh Jackman          | Deadpool & Wolverine                        | Josh Brolin für Dune: Part Two Austin Butler für Dune: Part Two Nicolas Cage für Longlegs Willem Dafoe für Beetlejuice Beetlejuice David Jonsson für Alien: Romulus Owen Teague für Planet der Affen: New Kingdom |